# 2017年の相撲
2017年の相撲（2017ねんのすもう）では、2017年（平成29年）の相撲関連の出来事についてまとめる。
2016年-2017年-2018年

## できごと

### 1月
- 12日 - 【大相撲】朝日山部屋が二所ノ関一門から伊勢ヶ濱一門へ移籍した[1]。
- 13日 - 【大相撲】1月場所6日目で荒鷲が横綱鶴竜から初金星を獲得。初土俵から85場所での初金星獲得は、外国出身者としては史上最スロー記録[2]。
- 14日
  - 【大相撲】1月場所7日目から横綱日馬富士が、右足の負傷のため途中休場。日馬富士の休場は横綱昇進以降では5回目[3]。
  - 【大相撲】1月場所7日目で横綱白鵬の横綱としての出場回数が819回となり、北の湖の記録を抜いて歴代単独1位となる[4]。
- 16日 - 【大相撲】春日山親方（元幕内・濱錦）が日本相撲協会を退職[5]。
- 18日 - 【大相撲】1月場所11日目、前日までに5敗を喫していた横綱鶴竜が、2日目の松鳳山戦で左肩と首を痛め、頸椎の筋損傷と左肩鎖関節の脱臼で全治約1か月と診断されたとしてこの日から休場。鶴竜の休場は2016年7月場所以来3場所ぶり、2横綱同時休場となるのは2015年9月場所以来8場所ぶり[6]。
- 19日 - 【大相撲】1月場所12日目、角番の大関琴奨菊が関脇玉鷲に敗れ4勝8敗となり、2場所連続の負け越し、大関在位史上10位タイの32場所で関脇への降格が決定。大関からの降格は、2013年九州場所の琴欧洲以来16人（19例）目[7]。
- 21日 - 【大相撲】1月場所14日目、大関稀勢の里が逸ノ城を破り13勝1敗、唯一2敗だった横綱白鵬が貴ノ岩に敗れ11勝3敗となったため、稀勢の里の幕内最高優勝が決定。稀勢の里は初優勝で、大関在位31場所での初優勝は昭和以降では最も遅い。一方横綱白鵬は、横綱昇進後初めて4場所連続で優勝を逃した[8]。
- 23日 - 【大相撲】横綱審議委員会が両国国技館にて開催され、日本相撲協会からの諮問を受け『1月場所で優勝した大関稀勢の里を横綱に昇進させる』件について審議した結果、満場一致で『稀勢の里の横綱昇進を推挙する』ことを決めた[9]。
- 25日
  - 【大相撲】日本相撲協会は3月場所番付編成会議並びに臨時理事会を開催し、横綱審議委員会の答申を踏まえて大関稀勢の里を横綱に昇進させることを承認、これにより第72代横綱稀勢の里が誕生した。日本出身の横綱誕生は19年ぶり[10]。
  - 【大相撲】日本相撲協会が3月場所の番付編成会議を行い、1月場所で部屋開設以来の関取在籍記録が途切れた高砂部屋に新十両力士（朝乃山）が誕生し、1場所で関取が復活[11]。
- 26日 - 【大相撲】日本相撲協会は定例理事会を開き、追手風部屋付きの中川親方（元幕内・旭里憲治）が独立し、中川部屋を興すことを承認[12]。中川部屋は2016年10月に閉鎖し、追手風部屋に移籍していた旧春日山部屋所属の力士らを再び転属させる形での発足[12]。

### 2月
- 20日 - 春日山の名跡証書引渡しを求める訴訟で和解成立[13]。

### 3月
- 16日 - 【大相撲】3月場所5日目から横綱白鵬が、右足の負傷のため途中休場。白鵬の休場は横綱昇進以降では3回目[14]。この影響で既に発表されていた6日目の取組も割り返しが行われ、6番が変更になった[15]。
- 21日 - 【大相撲】3月場所10日目を終えて横綱稀勢の里と関脇髙安が全勝を守ったことで、史上初となる、同部屋力士2人だけが初日から10連勝という状況になった[16]。
- 25日 - 【大相撲】3月場所で10勝を挙げれば大関へ復帰できる関脇琴奨菊が、14日目の取組に敗れて6敗となり、場所後の大関復帰はならなかった[17]。
- 26日 - 【大相撲】3月場所・千秋楽において、2敗の新横綱・稀勢の里が1敗の大関・照ノ富士との直接対決で勝利し、優勝決定戦に持ち込むと、決定戦でも照ノ富士を退け、2場所連続2回目の幕内最高優勝が決定。なお新横綱の優勝は、平成7年初場所の貴乃花以来22年ぶり[18]。
- 30日 - 【大相撲】日本相撲協会の理事会が、バーサンスレン・トゥルボルド（錦戸部屋）と矢後太規（尾車部屋）の幕下15枚目格付出を承認した[19]。

### 4月
- 1日 - 【大相撲】 鳴戸親方（元大関・琴欧洲）が、佐渡ヶ嶽部屋から独立して鳴戸部屋を創設した[20]。
- 21日 - 【大相撲】 朝赤龍（高砂部屋）が申請していた日本国への帰化申請（国籍取得）が法務省より承認され、この日の官報で告示された[21][22]。
- 27日 - 【大相撲】日本相撲協会第7代理事長を務めた、第50代横綱佐田の山が死去。79歳没。[23]
- 29日・30日 - 【大相撲】ニコニコ超会議2017で、巡業「大相撲超会議場所」が2年ぶりに開催された。

### 5月
- 12日 - 【大相撲】元関脇・朝赤龍（高砂部屋）が現役を引退し、年寄「錦島」を襲名した[24]。
- 13日 - 【大相撲】1月場所と3月場所の優勝額が、この2場所を連覇した稀勢の里へと贈られた。同一人物の大関時代の額と横綱昇進後の額が同時に贈られるのは、1962年1月場所前の大鵬以来、約55年ぶり[25]。
- 17日 - 【大相撲】5月場所4日目で横綱稀勢の里が平幕の遠藤に敗れ、自身初めての金星を配給した[26]。
- 18日 - 【大相撲】5月場所5日目から横綱鶴竜が、左足の怪我のため途中休場。鶴竜の休場は2場所ぶり6回目[27]。
- 24日 - 【大相撲】5月場所11日目から横綱稀勢の里が、左肩から胸部にかけての怪我で途中休場。稀勢の里の休場は大関時代の2014年1月場所以来で、横綱になってからは初めて[28]。
- 26日 - 【大相撲】5月場所13日目のこの日に36歳0ヶ月の大岩戸の幕下優勝が決定し、幕下優勝の最年長記録（2010年7月場所・十文字の34歳1ヶ月）を更新した[29]。
- 27日 - 【大相撲】5月場所14日目のこの日に、横綱白鵬の、6場所ぶり38回目の優勝が決定した[30]。
- 28日
  - 【大相撲】元幕内の佐田の富士が現役を引退し、年寄「中村」を襲名した[31]。
  - 【大相撲】前日に5月場所の幕内最高優勝を決めていた横綱白鵬が千秋楽の取組にも勝ち、自身13度目の全勝優勝となった[32]。
- 31日 - 【大相撲】日本相撲協会は、関脇・高安の大関昇進を議題とした緊急の臨時理事会を開き、全会一致で高安の大関昇進を決定。同日行われた大関昇進伝達式において高安は「大関の名に恥じぬよう、正々堂々精進します」と力強く口上を述べた[33]。

### 6月
- 11日 - 【大相撲】大島親方（元関脇旭天鵬）が友綱親方（元関脇魁輝）と名跡を交換し、友綱部屋を継承した[34]。

### 7月
- 10日 - 【大相撲】幕内豪風の幕内出場回数がこの日で1184回となり、土佐ノ海の記録を超えて学生出身力士の最多記録となった（学生出身でない力士も含めると単独9位）[35]。
- 11日 - 【大相撲】幕内北勝富士がこの日の取組で横綱鶴竜から自身初の金星を獲得した。前相撲から所要15場所は、日本出身力士の最速記録で、外国出身力士を含めると史上2位タイのスピード記録[36]。
- 12日 - 【大相撲】7月場所4日目から横綱鶴竜が右足の怪我のため途中休場。鶴竜の休場は2場所連続となり、次の出場場所では進退を懸けると明言した[37]。
- 14日 - 【大相撲】7月場所6日目から横綱稀勢の里が左足の怪我のため途中休場。稀勢の里の休場は2場所連続[38]。
- 17日 - 【大相撲】幕内宇良がこの日の取組で横綱日馬富士から自身初の金星を獲得した。前相撲から所要15場所は、北勝富士と並んで日本出身力士の最速記録タイで、外国出身力士を含めると史上2位タイのスピード記録[39]。
- 20日 - 【大相撲】横綱白鵬がこの日の取組で関脇玉鷲を破り、通算勝ち星を1047勝とし、歴代1位の大関・魁皇の記録に並ぶ[40]。
- 21日 - 【大相撲】横綱白鵬がこの日の取組で大関高安に勝利。これにより通算勝ち星を1048勝とし、魁皇の記録を抜いて歴代勝利数の単独トップとなる[41]。
- 23日 - 【大相撲】7月場所千秋楽に、横綱白鵬の2場所連続39回目の優勝が決定した[42]。

### 8月
- 22日 - 【大相撲】この日の健康診断で三段目の大露羅が体重288kgと計測され、小錦の持っていた歴代最重量の記録を更新した[43]。

### 9月
- 8日 - 【大相撲】 9月場所の取組編成会議が開かれ、4横綱のうち、白鵬、稀勢の里、鶴竜の3人が休場することになった。初日から3横綱が休場するのは、昭和以降では初めて[44]。
- 12日 - 【大相撲】 大関髙安が2日目の玉鷲戦で負傷し、右大腿筋群損傷により3日目から休場した[45]。
- 15日 - 【大相撲】 大関照ノ富士が5日目の松鳳山戦で古傷の左膝を痛めたことにより、左膝半月板損傷の為に6日目から休場した[46]。これにより一場所で3横綱2大関が休場することとなり、1918年（大正7年）5月場所[注 1] 以来の異例の事態となった[46]。
- 17日 - 【大相撲】休場中の大関照ノ富士が再出場しないことが決まり、2場所連続負け越しのため大関から陥落することが決定した[47]。
- 24日
  - 幕内阿武咲の3場所連続2桁勝利がこの日に決定した。新入幕から3場所連続の2桁勝利は1場所15日制定着以降では初めて[48]。
  - 9月場所千秋楽に、横綱日馬富士の7場所ぶり9度目の幕内最高優勝が決定した[49]。

### 10月
- 19日 - 【大相撲】二所ノ関親方（元大関若嶋津）が、千葉県船橋市の路上で倒れていたのを通報され、同市内の病院に搬送された後、頭部を緊急手術、集中治療室で治療を受ける[50]。
- 30日 - 【大相撲】日本相撲協会が11月場所の番付を発表した。安美錦が史上最高齢で再入幕となった[51]。

### 11月
- 8日 - 【大相撲】横綱鶴竜が11月場所を休場することが、この日までに決まった。鶴竜の休場は4場所連続となった[52]。
- 14日 - 【大相撲】【不祥事】横綱日馬富士が、巡業中の10月26日未明、酒席で貴ノ岩をビール瓶などで殴打、同月29日に貴乃花親方が鳥取県警察に被害届を提出していたことが判明。貴ノ岩が11月5日から福岡市内の病院に入院、11月場所初日から休場する事態となっていることから、日本相撲協会が師匠である伊勢ケ浜親方に事情聴取、事実と認める。11月13日、「脳振とう、左前頭部裂傷、右外耳道炎、右中頭蓋底骨折、髄液漏の疑いで全治2週間程度」という貴ノ岩の診断書が公表される。同14日より日馬富士は11月場所を休場[53][54]。
- 16日 - 【大相撲】11月場所で10勝を挙げれば大関へ復帰できる関脇照ノ富士が、この日から途中休場した。この日の不戦敗が5敗目となり、翌日以降の割に名前がないため、この場所後の大関復帰の可能性が無くなった[55]。
- 20日 - 【大相撲】横綱稀勢の里が、11月場所9日目にこの場所5個目の金星を配給し、2001年9月場所で武蔵丸が記録した、1場所における金星配給数の史上ワースト記録に並んだ[56]。
- 21日 - 【大相撲】横綱稀勢の里が、11月場所10日目から左足の怪我のため途中休場することが決定した。稀勢の里の休場は4場所連続となった[57]。
- 24日 - 【大相撲】11月場所13日目終了時点で、横綱白鵬の2年ぶり10回目の年間最多勝受賞が確定した[58]。
- 25日 - 【大相撲】11月場所14日目に、横綱白鵬の2場所ぶり40回目の幕内最高優勝が決定した[59]。
- 26日 - 【大相撲】11月場所の千秋楽が行われ、13日目に年間最多勝の受賞が確定していた白鵬の勝ち数が56勝で確定した。年6場所制となった1958年以降では最少の記録となる[60]。
- 29日 - 【大相撲】【不祥事】横綱日馬富士が、貴ノ岩に対する暴行事件についての日本相撲協会および鳥取県警察による聴取を経て、「横綱の責任を感じ」日本相撲協会に引退届を提出、受理され正式に引退[61]。

### 12月
- 18日 - 【大相撲】いずれも時津風一門所属の錣山（元関脇・寺尾）、湊（元幕内・湊富士）、立田川（元小結・豊真将）の3親方が、この日の時津風一門会で一門離脱を表明して承認され、一門無所属になった[62]。
- 20日 - 【大相撲】【不祥事】日本相撲協会が、元日馬富士の暴行問題について横綱審議委員会の臨時会合と臨時理事会を開き、元日馬富士の師匠である伊勢ヶ濱親方（元横綱・旭富士）の理事辞任の承認と、八角理事長（元横綱・北勝海）と横綱白鵬をはじめとする関係者の処分などを決定した。貴乃花親方だけはこの時は処分が見送られた。[63]
- 26日 - 【大相撲】日本相撲協会が2018年1月場所の番付を発表した。横綱白鵬が横綱在位63場所となり、史上1位の北の湖の記録に並んだ[64]。
- 28日
  - 【大相撲】【不祥事】日本相撲協会が、元日馬富士の暴行問題について臨時理事会を開き、貴乃花親方の理事解任を評議員会へ提案することが決議された[65]。
  - 【大相撲】元幕内翔天狼が現役を引退し、年寄「春日山」を襲名した[66]。

## 大相撲

### 本場所

#### 一月場所（初場所）
両国国技館（東京都）を会場に、初日の2017年1月8日から千秋楽の1月22日までの15日間開催された。番付発表は2016年（平成28年）12月26日。
| タイトル     | タイトル     | 人物（所属部屋 出身地） - 成績 |
| ------------ | ------------ | --- |
| 幕内最高優勝 | 幕内最高優勝 | 稀勢の里寛（田子ノ浦部屋 茨城県牛久市出身）- 14勝1敗（初優勝）                                                                                      |
| 三賞         | 殊勲賞       | 貴ノ岩義司（貴乃花部屋 モンゴル・ウランバートル出身 - 11勝4敗（初受賞）                                                                             |
| 三賞         | 敢闘賞       | 髙安晃（田子ノ浦部屋 茨城県土浦市出身） - 11勝4敗（2場所ぶり4回目）                                                                                 |
| 三賞         | 技能賞       | 御嶽海久司 （出羽海部屋 長野県木曽郡上松町出身） - 11勝4敗（初受賞） 蒼国来栄吉 （荒汐部屋 中華人民共和国内モンゴル自治区出身） - 12勝3敗（初受賞） |
| 十両優勝     | 十両優勝     | 大栄翔勇人（追手風部屋 埼玉県朝霞市出身） - 12勝3敗                                                                                                 |
| 幕下優勝     | 幕下優勝     | 石橋広暉（高砂部屋 富山県富山市出身） - 7戦全勝 |
| 三段目優勝   | 三段目優勝   | 武政進之介（阿武松部屋 高知県土佐清水市出身） - 7戦全勝                                                                                             |
| 序二段優勝   | 序二段優勝   | 錦富士隆聖（伊勢ヶ濱部屋 青森県十和田市出身） - 7戦全勝 ※優勝決定戦勝利                                                                             |
| 序ノ口優勝   | 序ノ口優勝   | 若山聡（阿武松部屋 千葉県勝浦市出身） - 6勝1敗 |

#### 三月場所（春場所、大阪場所）
大阪府立体育会館（大阪府）を会場に、初日の2017年3月12日から千秋楽の3月26日までの15日間開催された。番付発表は2月27日。
| タイトル     | タイトル     | 人物（所属部屋 出身地） - 成績                                                         |
| ------------ | ------------ | -------------------------------------------------------------------------------------- |
| 幕内最高優勝 | 幕内最高優勝 | 稀勢の里寛（田子ノ浦部屋 茨城県牛久市出身）- 13勝2敗（2場所連続2回目） ※優勝決定戦勝利 |
| 三賞         | 殊勲賞       | 髙安晃（田子ノ浦部屋 茨城県土浦市出身 - 12勝3敗（14場所ぶり3回目）                     |
| 三賞         | 敢闘賞       | 貴景勝光信（貴乃花部屋 兵庫県芦屋市出身） - 11勝4敗（初受賞）                          |
| 三賞         | 技能賞       | 該当者なし                                                                             |
| 十両優勝     | 十両優勝     | 豊響隆太（境川部屋 山口県下関市出身） - 10勝5敗 ※優勝決定戦勝利                        |
| 幕下優勝     | 幕下優勝     | 阿炎政虎（錣山部屋 埼玉県越谷市出身） - 7戦全勝                                        |
| 三段目優勝   | 三段目優勝   | 玉金剛拓磨（片男波部屋 茨城県笠間市出身） - 7戦全勝                                    |
| 序二段優勝   | 序二段優勝   | 若山聡（阿武松部屋 千葉県勝浦市出身） - 7戦全勝 ※優勝決定戦勝利                        |
| 序ノ口優勝   | 序ノ口優勝   | 一山本大生（二所ノ関部屋 北海道岩内郡岩内町出身） - 7戦全勝                            |

#### 五月場所（夏場所）
両国国技館（東京都）を会場に、初日の2017年5月14日から千秋楽の5月28日までの15日間開催された。番付発表は5月1日。
| タイトル     | タイトル     | 人物（所属部屋 出身地） - 成績 |
| ------------ | ------------ | --- |
| 幕内最高優勝 | 幕内最高優勝 | 白鵬翔（宮城野部屋 モンゴル・ウランバートル出身）- 15戦全勝（6場所ぶり38回目）                                                       |
| 三賞         | 殊勲賞       | 御嶽海久司（出羽海部屋 長野県木曽郡上松町出身） - 8勝7敗（初受賞）                                                                   |
| 三賞         | 敢闘賞       | 阿武咲奎也（阿武松部屋 青森県北津軽郡中泊町出身） - 10勝5敗（初受賞）                                                                |
| 三賞         | 技能賞       | 髙安晃（田子ノ浦部屋 茨城県土浦市出身） - 11勝4敗（5場所ぶり2回目） 嘉風雅継（尾車部屋 大分県佐伯市出身） - 8勝7敗（9場所ぶり3回目） |
| 十両優勝     | 十両優勝     | 錦木徹也 （伊勢ノ海部屋 岩手県盛岡市出身） - 10勝5敗                                                                                 |
| 幕下優勝     | 幕下優勝     | 大岩戸義之（八角部屋 山形県鶴岡市出身） - 7戦全勝                                                                                    |
| 三段目優勝   | 三段目優勝   | 若隆景渥（荒汐部屋 福島県福島市出身） - 7戦全勝 ※優勝決定戦勝利                                                                      |
| 序二段優勝   | 序二段優勝   | 美浜海裕太（玉ノ井部屋 千葉県千葉市美浜区出身） - 7戦全勝 ※優勝決定戦勝利                                                            |
| 序ノ口優勝   | 序ノ口優勝   | 炎鵬友哉（宮城野部屋 石川県金沢市出身） - 7戦全勝                                                                                    |

#### 七月場所（名古屋場所）
愛知県体育館（愛知県）を会場に、初日の2017年7月9日から千秋楽の7月23日までの15日間開催された。番付発表は6月26日。
| タイトル     | タイトル     | 人物（所属部屋 出身地） - 成績                                                |
| ------------ | ------------ | ----------------------------------------------------------------------------- |
| 幕内最高優勝 | 幕内最高優勝 | 白鵬翔（宮城野部屋 モンゴル・ウランバートル出身）- 14勝1敗（2場所連続39回目） |
| 三賞         | 殊勲賞       | 御嶽海久司（出羽海部屋 長野県木曽郡上松町出身） - 9勝6敗（2場所連続2回目）    |
| 三賞         | 敢闘賞       | 碧山亘右（春日野部屋 ブルガリア・ヤンボル出身） - 13勝2敗（34場所ぶり2回目）  |
| 三賞         | 技能賞       | 該当者なし                                                                    |
| 十両優勝     | 十両優勝     | 大奄美元規 （追手風部屋 鹿児島県大島郡龍郷町出身） - 11勝4敗 ※優勝決定戦勝利  |
| 幕下優勝     | 幕下優勝     | 矢後太規（尾車部屋 北海道河西郡芽室町出身） - 7戦全勝                         |
| 三段目優勝   | 三段目優勝   | 福轟力浩城（荒汐部屋 福島県福島市出身） - 7戦全勝                             |
| 序二段優勝   | 序二段優勝   | 炎鵬晃（宮城野部屋 石川県金沢市出身） - 7戦全勝 ※優勝決定戦勝利               |
| 序ノ口優勝   | 序ノ口優勝   | 友風勇太（尾車部屋 神奈川県川崎市川崎区出身） - 7戦全勝                       |

#### 九月場所（秋場所）
両国国技館（東京都）を会場に、初日の2017年9月10日から千秋楽の9月24日までの15日間開催された。番付発表は8月28日。
| タイトル     | タイトル     | 人物（所属部屋 出身地） - 成績 |
| ------------ | ------------ | --- |
| 幕内最高優勝 | 幕内最高優勝 | 日馬富士公平（伊勢ヶ濱部屋 モンゴル・ゴビ・アルタイ県出身）- 11勝4敗（7場所ぶり9回目）※優勝決定戦勝利                                     |
| 三賞         | 殊勲賞       | 貴景勝光信（貴乃花部屋 兵庫県芦屋市出身） - 9勝6敗（初受賞）                                                                              |
| 三賞         | 敢闘賞       | 阿武咲奎也（阿武松部屋 青森県北津軽郡中泊町出身） - 10勝5敗（2場所ぶり2回目） 朝乃山英樹（高砂部屋 富山県富山市出身） - 10勝5敗（初受賞） |
| 三賞         | 技能賞       | 嘉風雅継（尾車部屋 大分県佐伯市出身） - 8勝7敗（2場所ぶり4回目）                                                                          |
| 十両優勝     | 十両優勝     | 阿炎政虎 （錣山部屋部屋 埼玉県越谷市出身） - 10勝5敗 ※優勝決定戦勝利                                                                      |
| 幕下優勝     | 幕下優勝     | 鏡桜南二（鏡山部屋 モンゴル・ウブルハンガイ県出身） - 7戦全勝                                                                             |
| 三段目優勝   | 三段目優勝   | 炎鵬晃（宮城野部屋 石川県金沢市出身） - 7戦全勝 ※優勝決定戦勝利                                                                           |
| 序二段優勝   | 序二段優勝   | 鳴滝翔月（伊勢ノ海部屋 京都府京都市右京区出身） - 7戦全勝                                                                                 |
| 序ノ口優勝   | 序ノ口優勝   | 庄司向志（武蔵川部屋 秋田県仙北郡美郷町出身） - 7戦全勝                                                                                   |

#### 十一月場所（九州場所）
福岡国際センター（福岡県）を会場に、初日の2017年11月12日から千秋楽の11月26日までの15日間開催された。番付発表は10月30日。
| タイトル     | タイトル     | 人物（所属部屋 出身地） - 成績 |
| ------------ | ------------ | --- |
| 幕内最高優勝 | 幕内最高優勝 | 白鵬翔（宮城野部屋 モンゴル・ウランバートル出身）- 14勝1敗（2場所ぶり40回目）                                                                                   |
| 三賞         | 殊勲賞       | 貴景勝光信（貴乃花部屋 兵庫県芦屋市出身） - 9勝6敗（2場所連続2回目）                                                                                            |
| 三賞         | 敢闘賞       | 隠岐の海歩（八角部屋 島根県隠岐郡隠岐の島町出身） - 11勝4敗（29場所ぶり3回目） 安美錦竜児（伊勢ヶ濱部屋 青森県西津軽郡深浦町出身） - 8勝7敗（103場所ぶり2回目） |
| 三賞         | 技能賞       | 北勝富士大輝（八角部屋 埼玉県所沢市出身） - 11勝4敗（初受賞）                                                                                                   |
| 十両優勝     | 十両優勝     | 蒼国来栄吉（荒汐部屋 中華人民共和国内モンゴル自治区出身） - 14勝1敗                                                                                             |
| 幕下優勝     | 幕下優勝     | 栃飛龍幸也（春日野部屋 静岡県三島市出身） - 7戦全勝 |
| 三段目優勝   | 三段目優勝   | 友風勇太（尾車部屋 神奈川県川崎市川崎区出身） - 7戦全勝 ※優勝決定戦勝利                                                                                         |
| 序二段優勝   | 序二段優勝   | 庄司向志（武蔵川部屋 秋田県仙北郡美郷町出身） - 7戦全勝 |
| 序ノ口優勝   | 序ノ口優勝   | 琴誠剛匡騎（佐渡ヶ嶽部屋 福岡県北九州市八幡区出身） - 7戦全勝                                                                                                   |

### 巡業

#### 春巡業
- 4月2日 - 第62回伊勢神宮奉納大相撲（三重県・伊勢神宮相撲場）[67]
  - 幕内トーナメント優勝：貴ノ岩義司[68]
- 4月3日 - 小牧市体育協会法人化30周年記念 大相撲小牧場所（愛知県・パークアリーナ小牧）[69]
- 4月4日 - 加東市制10周年記念事業 大相撲加東場所（兵庫県・加東市滝野総合公園体育館スカイピア）[70]
- 4月5日 - 宝塚市スポーツ振興公社創立30周年記念事業 大相撲宝塚場所（兵庫県・宝塚市スポーツセンター総合体育館）[71]
- 4月6日 - 大相撲姫路場所（兵庫県・ウインク体育館）[72]
- 4月8日 - 第25回記念 大相撲藤沢場所（神奈川県・藤沢市秋葉台文化体育館）[73]
- 4月9日 - 大相撲富士山静岡場所（静岡県・このはなアリーナ）[74]
- 4月11日 - 大相撲三島場所（静岡県・三島市民体育館）[75]
- 4月12日 - 大相撲横須賀場所（神奈川県・横須賀アリーナ）[76]
- 4月13日 - 大相撲川崎場所（神奈川県・川崎市とどろきアリーナ）[77]
- 4月14日 - 輝く未来 大相撲松本場所（長野県・松本市総合体育館）[78]
- 4月15日 - 大相撲上州高崎場所（群馬県・高崎アリーナ）[79]
- 4月16日 - 大相撲常陸大宮場所（茨城県・常陸大宮市西部総合公園体育館）[80]
- 4月17日 - 靖国神社奉納大相撲（東京都・靖国神社相撲場）[81]
- 4月20日 - 大相撲柏場所（千葉県・柏市中央体育館）[82]
- 4月21日 - 大相撲水戸場所（茨城県・水戸市民体育館）[83]
- 4月22日 - 八王子市制100周年記念 大相撲八王子場所（東京都・エスフォルタアリーナ八王子）[84]
- 4月23日 - 大相撲町田場所（東京都・町田市立総合体育館）[85]
- 4月24日 - 大相撲深谷ふっかちゃん場所（埼玉県・深谷ビッグタートル）[86]
- 4月29日-30日 - 大相撲超会議場所（千葉県・幕張メッセ）[87]
  - 超大相撲トーナメント優勝：日馬富士公平[88]

#### 夏巡業
- 7月30日 - 大相撲岐阜信長場所（岐阜県・岐阜メモリアルセンター で愛ドーム）[89]
- 7月31日 - 大相撲草津場所（滋賀県・草津市立総合体育館）[90]
- 8月1日 - 大相撲豊田場所（愛知県・スカイホール豊田）[91]
- 8月2日 - 大相撲富山場所（富山県・富山市総合体育館）[92]
- 8月3日 - 大相撲新発田場所（新潟県・新発田市カルチャーセンター）[93]
- 8月5日 - 大相撲佐渡場所（新潟県・サンテラ佐渡スーパーアリーナ）[94]
- 8月6日 - 大相撲アオーレ長岡場所（新潟県・長岡市シティホールプラザアオーレ長岡）[95]
- 8月7日 - 大相撲はにぽん本庄場所（埼玉県・本庄市シルクドーム）[96]
- 8月8日 - 大相撲渋谷青山学院場所（東京都・青山学院記念館）[97]
- 8月10日 - 大相撲日立場所（茨城県・日立市池の川さくらアリーナ）[98]
- 8月11日 - 大相撲かみのやま温泉場所（山形県・三友エンジニア体育文化センター）[99]
- 8月12日-13日 - 大相撲仙台場所（宮城県・仙台市青葉体育館）[100]
- 8月15日 - 大相撲青森場所（青森県・新青森県総合運動公園マエダアリーナ）[101]
- 8月16日 - 大相撲板柳場所（青森県・津軽りんご市場）[102]
- 8月18日 - 大相撲恵庭場所（北海道・恵庭市総合体育館）[103]
- 8月19日 - 大相撲札幌場所（北海道・つどーむ）[104]
- 8月20日 - 大相撲旭川場所（北海道・旭川大雪アリーナ）[105]
- 8月23日-24日 - フジテレビお台場移転20周年記念 大相撲ODAIBA場所2017（東京都・臨海副都心青海R地区 お台場特設会場）[106]
- 8月25日 - 大相撲小田原場所（神奈川県・小田原アリーナ）[107]
- 8月26日 - 大相撲所沢場所（埼玉県・所沢市民体育館）[108]
- 8月27日 - 大相撲KITTE場所（東京都・JPタワー）[109]

#### 秋巡業
- 10月5日 - 八千代市制施行50周年記念 大相撲八千代場所（千葉県・八千代総合運動公園）[110]
- 10月6日 - tvk開局45周年記念 大相撲横浜場所（神奈川県・横浜文化体育館）[111]
- 10月7日 - 第5回大相撲さいたま場所（埼玉県・浦和駒場体育館）[112]
- 10月8日 - 大相撲富士山場所（静岡県・ふじさんめっせ）[113]
- 10月9日 - 大相撲筑西場所（茨城県・下館総合体育館）[114]
- 10月11日 - 大相撲浜松出世場所（静岡県・浜松アリーナ）[115]
- 10月12日 - 大相撲一宮場所（愛知県・一宮市総合体育館）[116]
- 10月13日 - 大相撲長野場所（長野県・ビッグハット）[117]
- 10月14日 - 大相撲金沢場所（石川県・金沢市総合体育館）[118]
- 10月15日 - 大相撲京都場所（京都府・京都府立体育館）[119]
- 10月17日 - メーテレ開局55周年記念 大相撲高山場所（岐阜県・飛騨高山ビッグアリーナ）[120]
- 10月18日 - 大相撲津場所（三重県・サオリーナ）[121]
- 10月19日 - 大相撲香芝場所（奈良県・香芝市総合体育館）[122]
- 10月20日 - 大相撲枚方場所（大阪府・枚方市立総合スポーツセンター）[123]
- 10月21日 - 大相撲岸和田場所（大阪府・岸和田市総合体育館）[124]
- 10月22日 - 大相撲なにわ場所（大阪府・大阪府立体育会館）[125]
- 10月24日 - 大相撲岡山場所（岡山県・岡山市総合文化体育館）[126]
- 10月25日 - 大相撲但馬場所（兵庫県・養父市八鹿総合体育館）[127]
- 10月26日 - 大相撲鳥取場所（鳥取県・鳥取市民体育館）[128]
- 10月27日 - 大相撲松江場所（島根県・松江市総合体育館）[129]
- 10月28日 - 広島テレビ開局55周年記念 大相撲安芸場所（広島県・広島サンプラザ）[130]
- 10月29日 - 広島テレビ開局55周年記念 大相撲福山場所（広島県・ローズアリーナ）[131]

#### 冬巡業
- 12月3日 - 大村市市制施行75周年記念 大相撲大村場所（長崎県・シーハットおおむら）[132]
- 12月4日 - 大相撲五島場所（長崎県・五島市中央公園市民体育館）[133]
- 12月6日 - 大相撲直方もち吉場所（福岡県・直方市体育館）[134]
- 12月7日 - 双葉山没後50年 大相撲宇佐場所（大分県・はちまんの郷宇佐体育館）[135]
- 12月8日 - 宮崎市観光協会創立70周年記念 大相撲宮崎場所（宮崎県・宮崎市総合体育館）[136]
- 12月9日 - 大相撲熊本場所（熊本県・アクアドームくまもと）[137]
- 12月10日 - 大相撲鹿児島場所（鹿児島県・鹿児島アリーナ）[138]
- 12月11日 - 大相撲北九州場所（福岡県・北九州市立総合体育館）[139]
- 12月13日-14日 - 大相撲宮古島場所（沖縄県・JTA宮古島ドーム）[140]
- 12月16日-17日 - 大相撲沖縄場所（沖縄県・沖縄コンベンションセンター）[141]

### トーナメント大会
- 第41回日本大相撲トーナメント（2月5日・両国国技館）[142]
  - 優勝 稀勢の里寛（田子ノ浦部屋）

### その他
- 第50回NHK福祉大相撲（2月11日・両国国技館）[143]
- 大相撲beyond2020場所（10月4日・両国国技館）[144]
- 平成30年1月場所番付発表（12月26日）

### 昇進
- 横綱 - 稀勢の里が昇進[10]。（1月25日）
- 大関 - 髙安が昇進。（5月31日）

### 受賞
- 年間最多勝：　白鵬翔（2年ぶり10回目）　（西日本新聞社により表彰）

### 新弟子検査合格者
四股名が太字の者は現役力士。最高位は引退力士のみ記載。
| 場所     | 人数 | 主な合格者                     | 四股名     | 最高位       | 最終場所      | 備考                                                      |
| -------- | ---- | ------------------------------ | ---------- | ------------ | ------------- | --------------------------------------------------------- |
| 1月場所  | 8人  | 山本大生                       | 一山本大生 | （現役）     | （現役）      | 年齢制限緩和。                                            |
| 1月場所  | 8人  | 川上竜虎                       | 竜虎川上   | 西十両12枚目 | 2021年9月場所 |                                                           |
| 3月場所  | 56人 | 中村友哉                       | 炎鵬友哉   | （現役）     | （現役）      |                                                           |
| 3月場所  | 56人 | 大波渥                         | 若隆景渥   | （現役）     | （現役）      | 三段目最下位格付出。                                      |
| 3月場所  | 56人 | 村田亮                         | 朝志雄亮賀 | （現役）     | （現役）      | 三段目最下位格付出。                                      |
| 3月場所  | 56人 | バーサンスレン・トゥルボルド   | 水戸龍聖之 | （現役）     | （現役）      | 幕下15枚目格付出。興行ビザ取得待ちのため初土俵は5月場所。 |
| 5月場所  | 6人  | 矢後太規                       | 矢後太規   | （現役）     | （現役）      | 幕下15枚目格付出。                                        |
| 5月場所  | 6人  | 南友太                         | 友風想大   | （現役）     | （現役）      |                                                           |
| 7月場所  | 4人  |                                |            |              |               |                                                           |
| 9月場所  | 7人  |                                |            |              |               |                                                           |
| 11月場所 | 10人 | 手計富士紀                     | 琴勝峰吉成 | （現役）     | （現役）      |                                                           |
| 11月場所 | 10人 | 塚原隆明                       | 栃大海雄   | （現役）     | （現役）      |                                                           |
| 11月場所 | 10人 | スガラクチャー・ビャンバスレン | 豊昇龍智勝 | （現役）     | （現役）      | 興行ビザ取得待ちのため初土俵は2018年1月場所。             |

### 引退
| 場所     | 人数 | 主な引退力士   | 最高位     | 初土俵                | 備考             |
| -------- | ---- | -------------- | ---------- | --------------------- | ---------------- |
| 1月場所  | 16人 | 飛翔富士廣樹   | 十両13枚目 | 2005年3月場所         |                  |
| 3月場所  | 8人  |                |            |                       |                  |
| 5月場所  | 18人 | 朝赤龍太郎     | 関脇       | 2000年1月場所         | 年寄「錦島」襲名 |
| 5月場所  | 18人 | 佐田の富士哲博 | 前頭2枚目  | 2003年1月場所         | 年寄「中村」襲名 |
| 7月場所  | 7人  |                |            |                       |                  |
| 9月場所  | 15人 | 若乃島史也     | 十両7枚目  | 2000年3月場所         |                  |
| 9月場所  | 15人 | 力真樹         | 十両10枚目 | 2011年5月技量審査場所 |                  |
| 9月場所  | 15人 | 出羽鳳太一     | 十両10枚目 | 2004年3月場所         |                  |
| 11月場所 | 9人  | 日馬富士公平   | 第70代横綱 | 2001年1月場所         |                  |

#### 断髪式
- 1月28日 - 元幕内・玉飛鳥[158]
- 9月2日 - 元幕内・佐田の富士[159]

## アマチュア相撲

### 国内大会
- 3月18日-19日 - 全国高等学校相撲選抜大会（高知県・高知県立春野総合運動公園運動広場）

## 死去
- 1月25日頃 - 泉田純（プロレスラー、元幕下37枚目武蔵海、* 1965年【昭和40年】）[160]
- 1月31日 - 時天空慶晃（最高位：小結、所属：時津風部屋、年寄：間垣、* 1979年【昭和54年】）[161]
- 2月23日 - 若吉葉重幸（最高位：前頭6枚目、所属：宮城野部屋、* 1945年【昭和20年】）[162]
- 3月9日 - 春日富士晃大（最高位：前頭筆頭、所属：春日山部屋→安治川部屋、* 1966年【昭和41年】）[163]
- 4月27日 - 佐田の山晋松（最高位：第50代横綱、所属：出羽海部屋、第7代日本相撲協会理事長、* 1938年【昭和13年】）[164]
- 5月12日 - 16代木村玉光（元三役格行司、所属：花籠部屋→放駒部屋→芝田山部屋、* 1950年【昭和25年】）[165]
- 6月23日 - ミスター・ポーゴ（プロレスラー、元序二段24枚目関川、* 1951年【昭和26年】）[166]
- 9月8日 - 勇鵬勝一（最高位：幕下筆頭、所属：大鵬部屋、世話人：友鵬、* 1956年【昭和31年】）[167]
- 9月22日 - 淺瀬川健次（最高位：前頭筆頭、所属：荒磯部屋→伊勢ヶ濱部屋、* 1942年【昭和17年】）[168]
- 11月4日 - 大剛鉄之助（プロレスラー、元幕下6枚目仙台、* 1942年【昭和17年】）[169]